# ژان دسته
ژان دسته (انگلیسی: Jean Dasté؛ ۱۸ سپتامبر ۱۹۰۴ – ۱۵ اکتبر ۱۹۹۴) بازیگر و کارگردان تئاتر اهل فرانسه بود.
از فیلم‌ها یا برنامه‌های تلویزیونی که وی در آن نقش داشته‌است می‌توان به زد، توهم بزرگ، کودک وحشی، نمره اخلاق صفر، زفاف سپید، جرم موسیو لانگه، آتالانت، مولیر، اتاق سبز، مردی که زنها را دوست داشت، بودوی نجات‌یافته از آب، عموی آمریکایی‌ام، موریل یا هنگام بازگشت، زندگی از آن ماست، و جنازه دشمن من اشاره کرد.